# Fulvia da Correggio
Fulvia da Correggio (Correggio, 10 febbraio 1543 – Mirandola, 7 ottobre 1590) è stata una nobildonna italiana, contessa consorte di Mirandola e di Concordia, dal 1561 al 1568, per il matrimonio con il conte Ludovico II Pico.
Durante la sua reggenza, Fulvia diede prova di una straordinaria capacità di governo, di sagacia e accortezza amministrativa che si tradussero per Mirandola in anni di pace e di prosperità. Le sue capacità diplomatiche furono ammirate da re Enrico III di Francia, al pari di quelle di Caterina de' Medici ed Elisabetta I d'Inghilterra.

## Biografia
Figlia unica dei conti Ippolito da Correggio e Chiara di Gianfrancesco, venne educata alla corte della nonna paterna, la poetessa Veronica Gambara, che reggeva la Contea di Correggio già dal 1518. Orfana del padre dall'età di nove anni, fu istruita anche dallo zio paterno Girolamo da Correggio, cardinale.

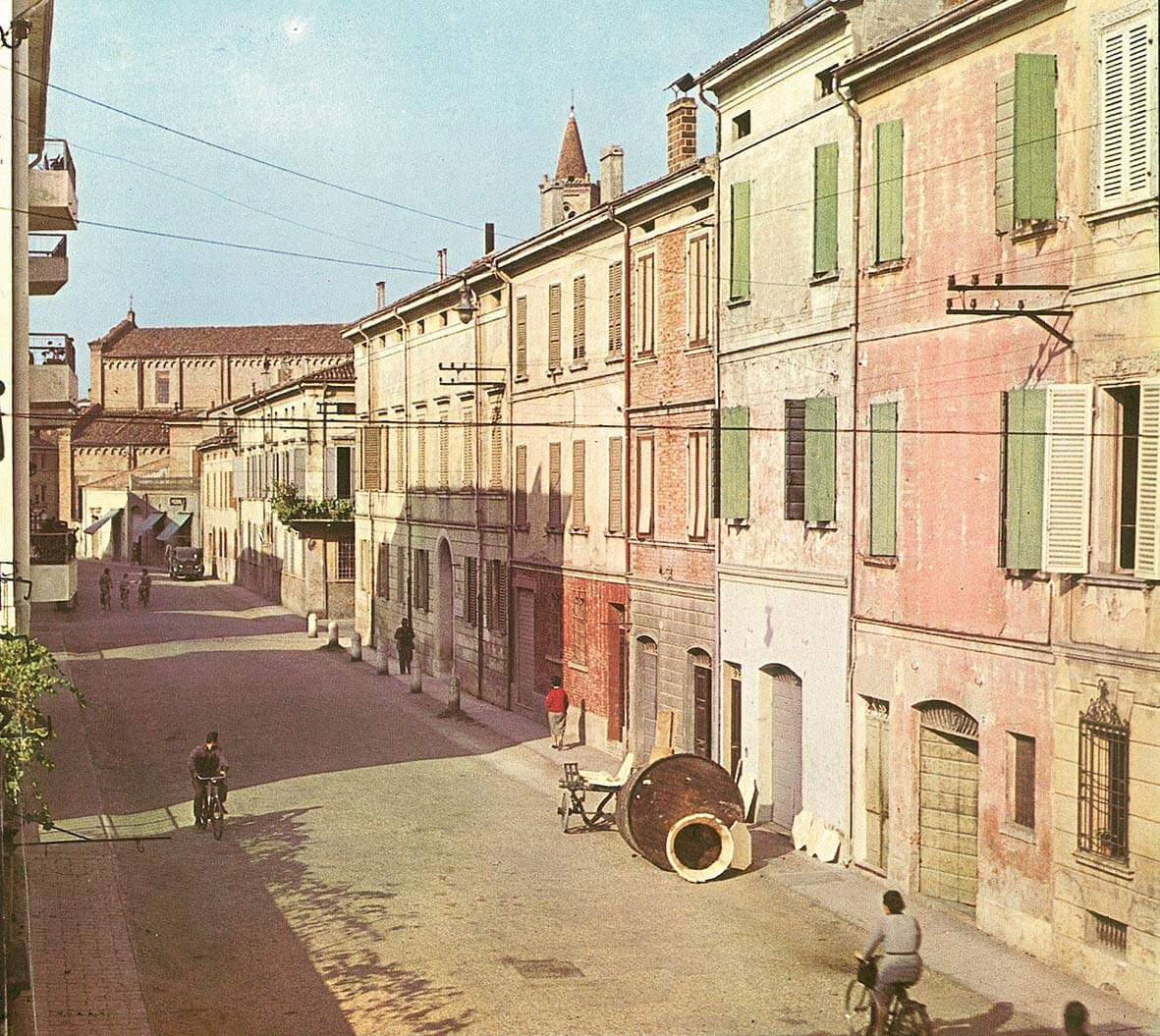
Via Fulvia a Mirandola nel 1962

Durante l'assedio di Correggio del 1557, dovette scappare alla corte di Mantova, dove fu allieva di Michele Gavassuti (o Gavasseti) da Novellara negli studi classici.
Il 5 settembre 1560, tramite procura consegnata dal capitano Nicolò Loschi, fu chiesta in sposa da Ludovico II Pico della Mirandola, conte della Mirandola rimasto vedovo cinque anni prima. Il matrimonio celebrato nel 1561 portò in dote la grande somma di 80.000 scudi, ma soprattutto contribuì a riappacificare la famiglia Pico con i sovrani d'Austria e di Spagna dopo la Pace di Cateau-Cambrésis, oltre a rinsaldare i rapporti tra i Gonzaga e gli Este.
Alla morte del marito quarantunenne nel 1568, l'erede primogenito Galeotto aveva solo 4 anni, cosicché Fulvia da Correggio divenne reggente dello Stato della Mirandola insieme ai cognati filofrancesi Ippolito Pico (morto poi nella battaglia di Jarnac l'anno successivo) e Luigi Pico, con cui ebbe aspri contrasti. Nonostante l'arrivo a Mirandola di 200 soldati francesi, del duca di Nevers (fratello del duca di Mantova), e nel 1572 delle cognate Fulvia di Randan e Silvia di Roccafuoco, le dispute sul potere tra Fulvia da Correggio e Luigi Pico continuarono senza sosta. Nel 1573 Fulvia diede ordine di sbarrare le porte della fortezza della Mirandola per lasciare fuori Luigi, il quale stava tornando da Parigi, costringendo altresì le cognate alla fuga. L'ambasciatore francese Ferrier aprì un'inchiesta sull'accaduto, dando poi ragione a Fulvia.
Nel 1575 Fulvia da Correggio fu vittima di un tentativo di avvelenamento scoperto dallo speziale Ottavio Zalotti e ordito dal nobile Giulio Pojani o Pojazza, che venne condannato a morte e decapitato sulla pubblica piazza.
Anche dopo il compimento della maggiore età del figlio Galeotto, malato di epilessia, Fulvia da Correggio continuò la reggenza della Mirandola, città che grazie alla buona amministrazione e diplomazia visse in pace per molti anni. Durante il suo regno, nel 1577 venne fortificato il bastione del Castello dei Pico al posto del giardino e dell'isola voluta da Gianfrancesco II Pico, venne realizzata la strada che oggi porta il suo nome (via Fulvia) e la strada Terranuova, furono edificati la chiesa di Santa Caterina (1582) e il convento dei frati cappuccini (1589), ai quali era molto devota.
Fulvia da Correggio sistemò anche l'organizzazione del Sacro Monte di Pietà e, per evitare una scomunica, nel 1588 inviò a papa Sisto V una richiesta formale per poter svolgere l'attività di prestito di denaro con interesse al 5% annuo. L'istanza venne appoggiata anche dal vescovo di Reggio Emilia Claudio Rangoni, ma la bolla pontificia fu emanata da papa Clemente VIII solo il 10 settembre 1597, dopo la morte di Fulvia. Con il suo testamento del 5 ottobre 1590, la donna aveva peraltro lasciato un legato di una cospicua somma per l'edificazione di una nuova sede del Monte di Pietà (attuale Galleria del Popolo).
Morì a Mirandola all'età di 67 anni, dopo 11 giorni di febbre, e venne sepolta come da sua volontà nella cripta che aveva fatto costruire nella chiesa di Santa Caterina dei frati Cappuccini (che si trovava nei pressi dell'attuale parcheggio all'inizio via Francesco Montanari).

## Discendenza
Dal matrimonio con Ludovico II Pico nacquero i seguenti figli:
1. Renea Margherita Pico (* 3 settembre 1562 – † 3 settembre 1607[14]), nel 1589 sposò  Francesco Salviati, signore di Grotta Minarda[4] (o Grotta Mingarda[15] o Grotta Marozza[16]), patrizio fiorentino e nipote del cardinale Anton Maria Salviati.[4]
2. Galeotto III Pico[3] (* 25 novembre 1563 – † 16 agosto 1597), successore del padre dopo la sua morte.[4] Non si sposò e non ebbe figli;
3. Federico II Pico[3] (* dicembre 1564 – † 7 settembre 1602), successore del fratello Galeotto III dopo la sua abdicazione.[4] Sposò Ippolita d'Este, ma non ebbe discendenza.[4]
4. Alessandro I Pico[3] (* 15 maggio 1566 – † 2 dicembre 1637), successore del fratello Federico II dopo la sua morte senza eredi.[4] Sposò Laura d'Este ed ebbe solo figlie femmine, oltre a un figlio maschio illegittimo;[4]
5. Giovanni Pico (* 1567 – † 1568);[4]
6. Ludovico Pico (* 1569 – † 1569);[4]

## Ascendenza
|                                         |                               |                                                    | Genitori                                  |  |  | Nonni |  |  | Bisnonni                          |  |  | Trisnonni                             |  |
|                                         |                               |                                                    |                                           |  |  |       |  |  | 8. Manfredo I, conte di Correggio |  |  | 16. Gherardo VI, signore di Correggio |  |
|                                         |                               |                                                    |                                           |  |  |       |  |  | 8. Manfredo I, conte di Correggio |  |  | 16. Gherardo VI, signore di Correggio |  |
|                                         |                               | …                                                  |                                           |  |  |       |  |  | 8. Manfredo I, conte di Correggio |  |  |                                       |  |
| 4. Giberto VII, conte di Correggio      |                               |                                                    |                                           |  |  |       |  |  | 8. Manfredo I, conte di Correggio |  |  |                                       |  |
|                                         |                               | 9. Agnese Pio                                      | 18. Marco I Pio, signore di Carpi         |  |  |       |  |  |                                   |  |  |                                       |  |
|                                         |                               | 9. Agnese Pio                                      | 18. Marco I Pio, signore di Carpi         |  |  |       |  |  |                                   |  |  |                                       |  |
|                                         |                               | 9. Agnese Pio                                      | 19. Taddea de' Roberti                    |  |  |       |  |  |                                   |  |  |                                       |  |
| 2. Ippolito, conte di Correggio         |                               | 9. Agnese Pio                                      |                                           |  |  |       |  |  |                                   |  |  |                                       |  |
|                                         |                               | 10. Giovan Francesco Gambara, signore delle Canove | 20. Brunoro Gambara, signore delle Canove |  |  |       |  |  |                                   |  |  |                                       |  |
|                                         |                               | 10. Giovan Francesco Gambara, signore delle Canove | 20. Brunoro Gambara, signore delle Canove |  |  |       |  |  |                                   |  |  |                                       |  |
|                                         |                               | 10. Giovan Francesco Gambara, signore delle Canove | 21. Ginevra Nogarola                      |  |  |       |  |  |                                   |  |  |                                       |  |
| 5. Veronica Gambara                     |                               | 10. Giovan Francesco Gambara, signore delle Canove |                                           |  |  |       |  |  |                                   |  |  |                                       |  |
|                                         |                               | 11. Alda Pio                                       | 22. Marco II Pio, co-signore di Carpi     |  |  |       |  |  |                                   |  |  |                                       |  |
|                                         |                               | 11. Alda Pio                                       | 22. Marco II Pio, co-signore di Carpi     |  |  |       |  |  |                                   |  |  |                                       |  |
|                                         |                               | 11. Alda Pio                                       | 23. Benedetta del Carretto                |  |  |       |  |  |                                   |  |  |                                       |  |
| 1. Fulvia da Correggio                  |                               | 11. Alda Pio                                       |                                           |  |  |       |  |  |                                   |  |  |                                       |  |
|                                         | 12. Borso, conte di Correggio | 24. Manfredo I, conte di Correggio (= 8)           |                                           |  |  |       |  |  |                                   |  |  |                                       |  |
|                                         | 12. Borso, conte di Correggio | 24. Manfredo I, conte di Correggio (= 8)           |                                           |  |  |       |  |  |                                   |  |  |                                       |  |
|                                         | 12. Borso, conte di Correggio | 25. Agnese Pio (= 9)                               |                                           |  |  |       |  |  |                                   |  |  |                                       |  |
| 6. Gianfrancesco II, conte di Correggio | 12. Borso, conte di Correggio |                                                    |                                           |  |  |       |  |  |                                   |  |  |                                       |  |
|                                         |                               | 13. Francesca di Brandeburgo-Kulmbach              | 26. Federico di Brandeburgo-Kulmbach      |  |  |       |  |  |                                   |  |  |                                       |  |
|                                         |                               | 13. Francesca di Brandeburgo-Kulmbach              | 26. Federico di Brandeburgo-Kulmbach      |  |  |       |  |  |                                   |  |  |                                       |  |
|                                         |                               | 13. Francesca di Brandeburgo-Kulmbach              | …                                         |  |  |       |  |  |                                   |  |  |                                       |  |
| 3. Chiara da Correggio                  |                               | 13. Francesca di Brandeburgo-Kulmbach              |                                           |  |  |       |  |  |                                   |  |  |                                       |  |
|                                         |                               | 14. Valviso del Corno, nobile di Treviso           | …                                         |  |  |       |  |  |                                   |  |  |                                       |  |
|                                         |                               | 14. Valviso del Corno, nobile di Treviso           | …                                         |  |  |       |  |  |                                   |  |  |                                       |  |
|                                         |                               | 14. Valviso del Corno, nobile di Treviso           | …                                         |  |  |       |  |  |                                   |  |  |                                       |  |
| 7. Elisabetta del Corno                 |                               | 14. Valviso del Corno, nobile di Treviso           |                                           |  |  |       |  |  |                                   |  |  |                                       |  |
|                                         |                               | …                                                  | …                                         |  |  |       |  |  |                                   |  |  |                                       |  |
|                                         |                               | …                                                  | …                                         |  |  |       |  |  |                                   |  |  |                                       |  |
|                                         |                               | …                                                  | …                                         |  |  |       |  |  |                                   |  |  |                                       |  |
|                                         |                               | …                                                  |                                           |  |  |       |  |  |                                   |  |  |                                       |  |